# 腰斬

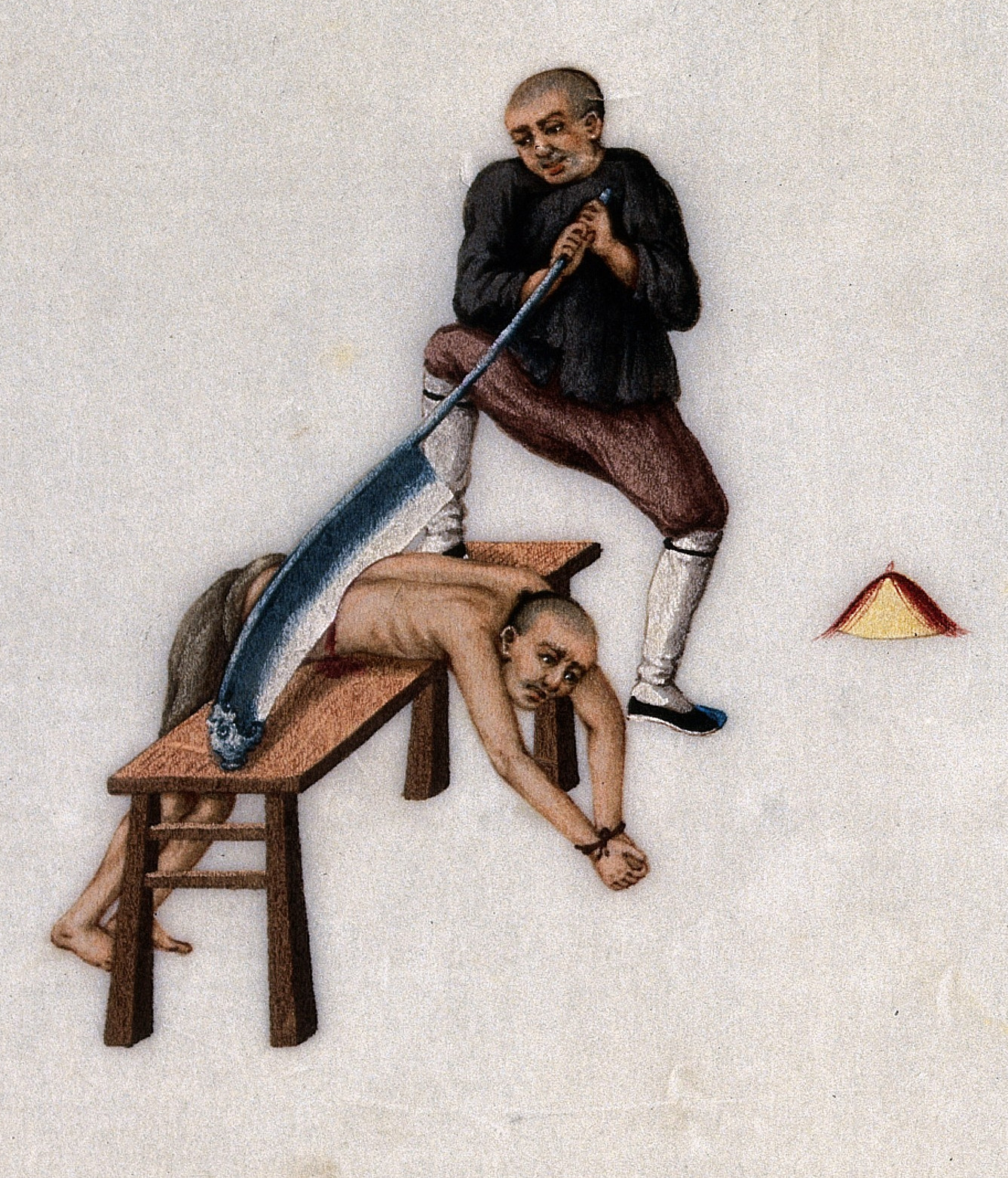
腰斬刑。罪人を木製の台に横たえ、巨大な押し切り機で胴体を切断する

腰斬（ようざん）は、古代から中世において中国で行われていた死刑執行の方法である。要斬とも書く。罪人の胴体を腰の部分で切断することで死に至らしめる。胴体を切断された罪人は即死することはなく、執行後10分から数十分後に出血多量やショック状態で死に至る。その間の苦痛が絶大であるため、特に重罪人に対して執行される処刑法とされた。

## 歴史

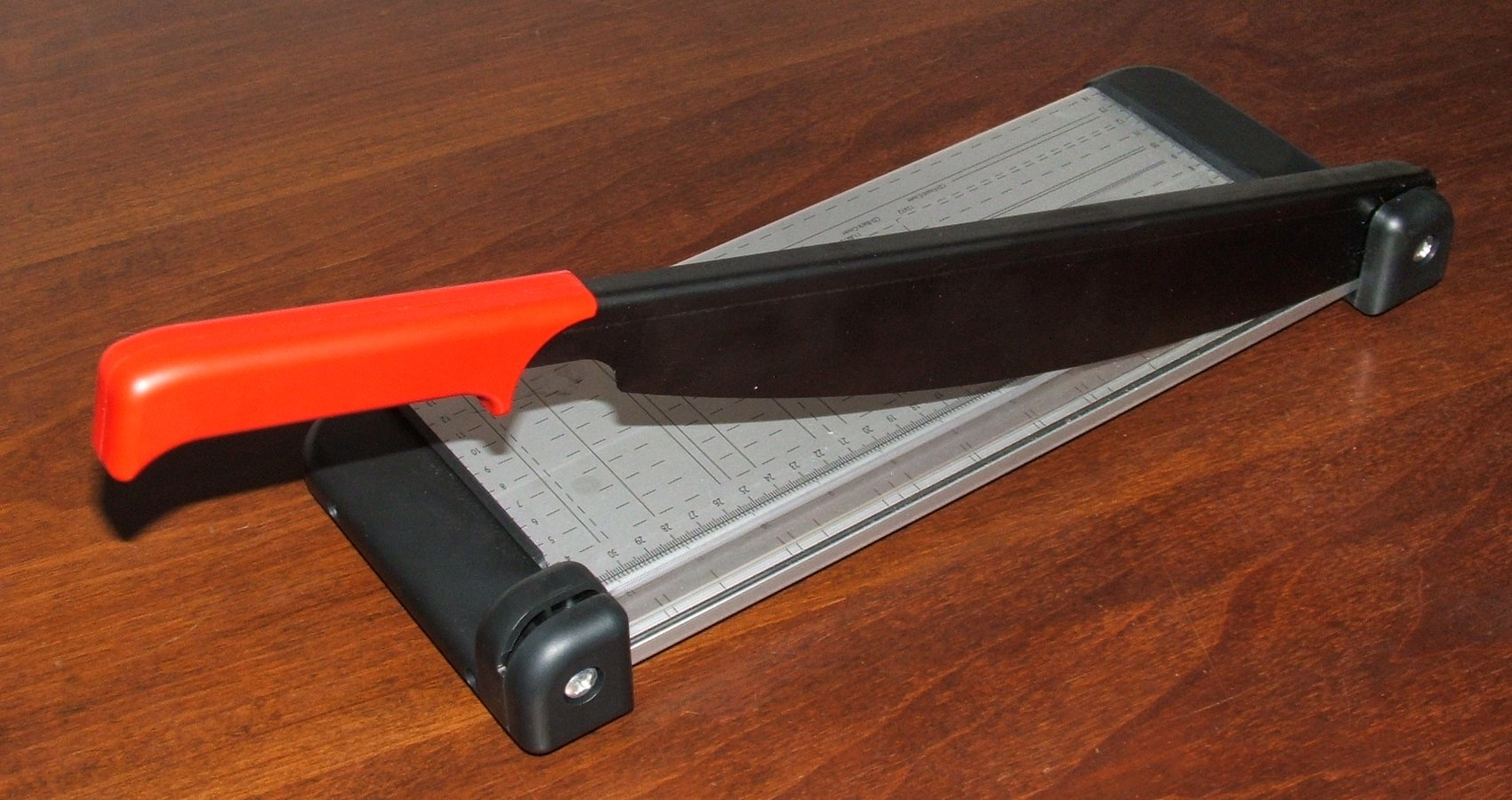
現代のオフィスで使用される裁断機。これを大型化した器具で罪人の胴を切断する。

殷の遺跡からは人身御供として斬首された人骨が出土しているが、その中には胴体を切断された者も含まれる。これは死刑とは言えないが、特に胴体を切断して死に至らしめる方法が存在したことがうかがえる。
周代には、死刑執行法には「車裂」「殺」「斬」の三種が存在した。車裂は罪人の四肢に馬車をつないで急発進させ、体を裂く「八つ裂きの刑」であり、「殺」は斬首、そして斬が腰斬刑であった。殷代から周、春秋戦国時代においては各国で腰斬が執行され、『韓非子』では呉の伍子胥の最期を「手、足、所を異にす」と表現している。秦の重臣・商鞅は、国事犯を匿った者やその近親者を腰斬に処すと明文化した。
楚漢戦争の折には、項羽を見限った韓信が腰斬にされかけたとの逸話があり、秦においては二世皇帝・胡亥の不興を買った李斯が趙高に陥れられ、腰斬で処刑されている。
古代から腰斬刑に用いられる刑具は、「鈇鑕」（ふしつ）と呼ばれた。「鈇」は巨大な斧、「鑕」は木製の台を差し、台の上に罪人を腹這いに横たえ、斧で切断する。これが前漢の時代に台と刀身がつながった「鍘」（押し切り機）に進化した。テコの原理が用いられた押し切り機の使用で執行が容易になる上、切断された人体は刀身で止血される形になるため、罪人の苦痛が一層増すことになる。
唐の文宗の時代、835年に発生した宦官粛清未遂事件・甘露の変の折、計画を知った宦官の仇士良は李訓を腰斬で処刑した。さらに北宋や騎馬民族国家の遼においても腰斬が存在し、悪徳役人が処刑されている。
明の初代皇帝・朱元璋は自身を風刺した詩人・高啓を捕えて腰斬に処している。
清の雍正12年（1734年）、官員の兪鴻図が腰斬に処された。この折、彼は自身の血を浸した指で「惨」の字を書き連ねた後、苦悶の内に絶命したという。後に処刑時の状況を奏上された雍正帝は、腰斬刑を惨酷として廃止した。しかし凌遅刑のように惨酷な処刑法はその後も残り、腰斬自体も私刑の形で密かに執行されていた。1947年、国共内戦下の中国において革命家の劉胡蘭は地主階級の逆襲で捕えられ、押し切り機で胴体を切断されて殺されている。
ちなみに現代中国語の俗語では、漫画やテレビドラマの連載打ち切りを「腰斬」と表現する（打ち切りの中国語版参照）。

## 腰斬に処された著名人
- 李斯（秦）
- 鼂錯（前漢）
- 公孫敖（前漢）
- 劉屈氂（前漢）
- 任安（前漢）
- 田仁（中国語版）（前漢）
- 楊惲（前漢）
- 霍禹（前漢）
- 班始（中国語版）（後漢）
- 夏侯玄（魏）
- 劉沈（西晋）
- 高啓（明）
- 劉胡蘭 (民国)